# Accident (formație)
Accident este o formație de heavy metal din Chișinău, Republica Moldova, fondată în anul 1988.

## Istoric
În 1988 Victor Panfilov împreună cu Lucian Vlas fondează trupa; lor li se alătură Liviu "Kiwi" Balan la voce. În anul următor, trupa mai cooptează un chitarist și anume pe Vlad Lungu. Postul de toboșar, însă, rămâne vacant, deși pretendenți au fost mulți.
Anul 1990 aduce trupei unele modificări de structură cât și cristalizarea denumirii „Accident”. Victor Metzgher preia locul lui Vlad Lungu la chitară, cel din urmă mutându-se cu traiul în Canada. Igor Radu ocupă postul de toboșar.
În 1991 apare primul demo al trupei, Mortul Vesel. Tot în acest an ei susțin primul concert, la Sala Polivalentă din București, alături de Iris, Krypton, Metrock ș.a. Octav Casian e cooptat de trupă în calitate de textier.
În 1992, Liviu "Kiwi" Balan este înlocuit la vocal de Octav Casian, primul părăsind trupa. Apare cel de-al doilea demo al trupei,  Symptoms Of Dismay, totodată e filmat videoclipul omonim. În urma plecării lui Igor Radu, postul de toboșar al trupei îl preia temporar Vova Sergheiev. În acest an are loc lansarea primului album al trupei, Agonize!. Tot în acest an are loc prima apariție la televiziune. Victor Panfilov preia funcția de manager al formației în urma abandonului lui Vlas. Au loc următoarele schimbări de structură: Vlad Lozanov trece la chitară, Eric Tabuci devine chitaristul bas al trupei, Eduard Konoplev – baterist.
La începutul anului 1993 Victor Metzgher păresește trupa. La 11 aprilie trupa susține primul concert la Chișinău. Are loc lansarea următorului demo, intitulat Bestial Lunacy. Accident participă la un șir de festivaluri și concerte în România și Moldova, acestor evenimente urmând lansarea unui alt demo, intitulat Ooze Box.
În 1994, trupa participă la festivalul Top-T Buzău. Se filmează videoclipul Bestial Lunacy. De asemenea, trupa înregistrează Sugar Free, al doilea album de studio, care va fi lansat în anul următor. Și acest an Accident evoluează activ în cadrul diferitor evenimente.
Anul 1995 este unul de cotitură în viața trupei. Cel de-al doilea fondator, Victor Panfilov, părăsește trupa pentru a se muta în România. Denumirea formației este schimbată în Axident. Anume sub această titulatură ei vor atinge cotele de maximă popularitate. Acest an s-a dovedit a fi destul de productiv pentru formație, au lansat 2 albume de studio Sugar Free și LSD. Trupa apare în filmul documentar Refuse/Resist dedicat scenei rock din Moldova. Componența suferă o nouă schimbare: Mihai Hîncu vine în locul lui Eric Tabuci. Alexandru Beleco devine managerul formației. În acest an trupa apare pentru ultima dată pe scenă, în cadrul Underground X-mas Rock la Bistrița, România.

## Discografie
- Mortul Vesel (demo), 1991
- Agonize!, 1992
- Sugar Free, 1994
- LSD, 1995
- Tons Of Powder, 1996
- Fuego, 1998
- Psychosport, 2006